# Francesc Gònima
Francesc Gònima fou un compositor català del Classicisme, pràcticament desconegut, del qual es coneix, de forma incompleta, un concert per a oboè i corda (dos violins i baix).